# Prodegeeria chaetopygialis
Prodegeeria chaetopygialis är en tvåvingeart som först beskrevs av Townsend 1926.  Prodegeeria chaetopygialis ingår i släktet Prodegeeria och familjen parasitflugor. Inga underarter finns listade i Catalogue of Life.